# Shoxida Axmedova
Shoxida Azamat qizi Axmedova (ur. 7 września 2001) – uzbecka zapaśniczka walcząca w stylu wolnym. Zajęła trzynaste miejsce na mistrzostwach świata w 2023 roku. 
Piąta na mistrzostwach Azji w 2020. Wicemistrzyni igrzysk solidarności islamskiej w 2021, a także igrzysk olimpijskich młodzieży w 2018. 
Trzecia na mistrzostwach Azji U-23 w 2023. Druga na mistrzostwach Azji kadetów w 2018 roku.